# Граф (фильм, 1916)
«Граф» (англ. The Count, другое название — англ. Almost a Gentleman, 1916) — американский короткометражный художественный фильм, классическая кинокомедия Чарли Чаплина.

## Сюжет
Бродяга (Чарли Чаплин) работает подмастерьем у портного (Эрик Кэмпбелл) и постоянно попадает впросак. После того, как он прожигает утюгом брюки богатого клиента, портной его выгоняет. В кармане прожжённых брюк портной находит приглашение на званый вечер к миссис Манибэгс на имя графа Броко. Он надевает фрак, кладёт приглашение в карман и отправляется в гости.
В это время Бродяга заходит на кухню того же богатого дома, где добрая повариха кормит его испорченным сыром, а затем прячет от дворецкого в корзину для белья. Дворецкий уходит, подмастерье выбирается из корзины, но тут раздаётся стук в дверь, и повариха прячет Бродягу в кухонный лифт. Входит полицейский, который начинает заигрывать с поварихой, но та, услышав приближение дворецкого, прячет полицейского в корзину для белья. Бродяга, увидев дворецкого, уезжает на лифте на верхний этаж.
В вестибюле стоит портной во фраке. Увидев вылезшего из лифта Бродягу, портной объясняет ему свой план: он хочет под видом графа Броко проникнуть на званый вечер и бесплатно поесть и повеселиться. Он предлагает подмастерью изображать его секретаря. В это время дворецкий приглашает их в залу. Бродяга успевает войти первым, здоровается с очаровательной дочкой хозяйки мисс Манибэгс (Эдна Пёрвиэнс) и представляет портного как своего секретаря. Гости садятся за стол, с недоумением наблюдая за явно неаристократическими манерами графа и его секретаря.
После обеда начинаются танцы, и портной с Бродягой оба соперничают за право танцевать с мисс Манибэгс, обмениваясь пинками и делая друг другу всяческие подставы. Бродяга при этом пытается также флиртовать с одной из дам, избегая попадаться на глаза поварихе.
В это время приходит настоящий граф Броко. Дворецкий сообщает ему, что гость с таким именем уже прибыл. Граф убегает за полицией. В это время подмастерье и портной, окончательно распоясавшись, устраивают перестрелку десертами в обеденном зале. За Бродягой начинают гоняться измазанные кремом и мороженым гости. Потом прибывает отряд полицейских во главе с графом Броко и присоединяется к погоне. Запутав преследователей, Бродяга выскакивает на улицу и убегает.

## В ролях
- Чарли Чаплин — подмастерье портного
- Эрик Кэмпбелл — портной
- Эдна Пёрвиэнс — мисс Манибэгс
- Лео Уайт — граф Броко
- Шарлотта Мино — миссис Манибэгс
- Альберт Остин — высокий гость
- Джон Рэнд — гость
- Леота Брайан — гостья
- Фрэнк Дж. Коулмэн — полицейский
- Джеймс Т. Келли — дворецкий
- Ева Тэтчер — повариха
- Тайни Сэндфорд — гость в костюме Пьеро
- Лойал Андервуд — невысокий гость
- Мэй Уайт — леди

## Интересные факты
- Фильм поставлен Чаплином по контракту со студией «Mutual».
- Фильм вышел на экраны в США 4 сентября 1916 года.
- В британский телефильм «Неизвестный Чаплин» (1983) вошли некоторые чудом сохранившиеся рабочие дубли этого фильма.

## Художественные особенности
Картина «Граф» показательна, прежде всего, как отражение определённого этапа в развитии раннего творчества Чаплина… Если фильмы времён «Кистоуна» — хотя бы тот же «Реквизитор» — строились, как правило, на чисто механическом соединении акробатических трюков, то в «Графе» имеется уже определённый сюжет (правда, драматургически ещё не завершённый), традиционные же падения, затрещины и прыжки не являются самоцелью, подобно клоунским антраша, а непосредственно обусловливаются ходом действия.
— А. В. Кукаркин. Чарли Чаплин. — 2-е изд. — М.: Искусство, 1988. — С. 51.